# 1. Liga (Tschechoslowakei) 1972/73
Die Spielzeit 1972/73 der 1. Liga war die 30. reguläre Austragung der höchsten Eishockeyspielklasse der Tschechoslowakei. Im Playoff-Finale setzte sich Tesla Pardubice mit 4:2 Siegen gegen Dukla Jihlava durch. Für die Mannschaft war es ihr erster tschechoslowakischer Meistertitel überhaupt. Motor České Budějovice stieg in die zweite Spielklasse ab, während VŽKG Ostrava/Vítkovice aus dieser in die 1. Liga aufstieg.

## Modus
Wie in der Vorsaison wurde die Liga mit zehn Mannschaften ausgespielt. Da jede Mannschaft gegen jeden Gruppengegner je zwei Heim- und Auswärtsspiele austrug, betrug die Gesamtanzahl der Spiele pro Mannschaft 36 Spiele. Anschließend spielten die besten vier Mannschaften in den Playoffs den Meister aus. Während das Halbfinale und das Spiel um Platz 3 im Modus Best-of-Five stattfanden, wurde das Finale im Best-of-Seven-Modus ausgetragen. Der Tabellenletzte musste in der Qualifikation zur 1. Liga für die folgende Spielzeit gegen die drei Sieger der Zweitliga-Gruppen antreten.

## Hauptrunde
| Pl. | Team                    | Sp. | S  | U  | N  | Torv.   | Pkt. |
| --- | ----------------------- | --- | -- | -- | -- | ------- | ---- |
| 1.  | Tesla Pardubice         | 36  | 24 | 3  | 9  | 154:92  | 51   |
| 2.  | Dukla Jihlava           | 36  | 19 | 8  | 9  | 156:100 | 46   |
| 3.  | Slovan CHZJD Bratislava | 36  | 16 | 6  | 14 | 119:117 | 38   |
| 4.  | TJ SONP Kladno          | 36  | 13 | 10 | 13 | 107:107 | 36   |
| 5.  | ZKL Brno                | 36  | 15 | 6  | 15 | 109:110 | 36   |
| 6.  | TJ Škoda Plzeň          | 36  | 14 | 7  | 15 | 124:127 | 35   |
| 7.  | CHZ Litvínov            | 36  | 13 | 7  | 16 | 97:135  | 33   |
| 8.  | Spartak ČKD Prag        | 36  | 12 | 6  | 18 | 117:125 | 30   |
| 9.  | VSŽ Košice              | 36  | 10 | 9  | 17 | 114:139 | 29   |
| 10. | Motor České Budějovice  | 36  | 11 | 4  | 21 | 88:133  | 26   |

Bester Torschütze der Hauptrunde wurde Július Haas von Slovan CHZJD Bratislava, der in den 36 Spielen seiner Mannschaft 32 Tore erzielte.

## Play-offs
|  | Halbfinale          | Halbfinale    |                   |   | Finale | Finale |
|  |                     |               |                   |   |        |        |
|  | Tesla Pardubice     | 3             |                   |   |        |        |
|  | Slovan Bratislava   | 2             |                   |   |        |        |
|  |                     |               |                   |   |        |        |
|  |                     |               |                   |   |        |        |
|  | Tesla Pardubice     | 4             |                   |   |        |        |
|  |                     | Dukla Jihlava | 2                 |   |        |        |
|  |                     |               |                   |   |        |        |
|  | Spiel um Platz drei |               |                   |   |        |        |
|  |                     |               | Slovan Bratislava | 3 |        |        |
|  | Dukla Jihlava       | 3             | SONP Kladno       | 2 |        |        |
|  | SONP Kladno         | 0             |                   |   |        |        |

### Meistermannschaft von Tesla Pardubice
| Torhüter        | Jiří Crha, Ráca |
| Abwehrspieler   | Frantisek Panchártek, Horymir Sekera, Karel Vohralík, Dočkal, Andrt, Slavík, Bezdíček, Bačina                                                       |
| Angriffsspieler | Vladimír Martinec, Jiří Novák, Bohuslav Šťastný, Stanislav Prýl, Frantisek Bulis, Veith, Josef Paleček, Pavlíček, Haňka, Milan Hejduk senior, Čížek |
| Trainer         | Horymir Sekera senior |

## 1. Liga-Qualifikation
Die Gewinner der drei Zweitligagruppen, VTŽ Chomutov, VŽKG Ostrava/Vítkovice und Lokomotíva Bučina Zvolen, sowie der Zweite der Gruppe A, ZVVZ Milevsko und der Letzte der 1. Liga Motor České Budějovice spielten in Hin- und Rückspiel um die Aufnahme in die 1. Liga bzw. den Verbleib in dieser für die folgende Spielzeit. Dabei setzten sich die ersten drei Teams durch und spielten ein Jahr später in der 1. Liga. Ursprünglich wurde die B-Mannschaft von Dukla Jihlava Erster der Gruppe A, jedoch war die Mannschaft nicht dazu berechtigt, in die 1. Liga aufzusteigen, so dass Chomutov und ZVVZ Milevsko nachrückten.
| Platz | Team                     | Punkte |
| ----- | ------------------------ | ------ |
| 1.    | VŽKG Ostrava/Vítkovice   | 12     |
| 2.    | Motor České Budějovice   | 12     |
| 3.    | VTŽ Chomutov             | 9      |
| 4.    | ZVVZ Milevsko            | 5      |
| 5.    | Lokomotíva Bučina Zvolen | 2      |